# ベンジャミン・ラッシュ

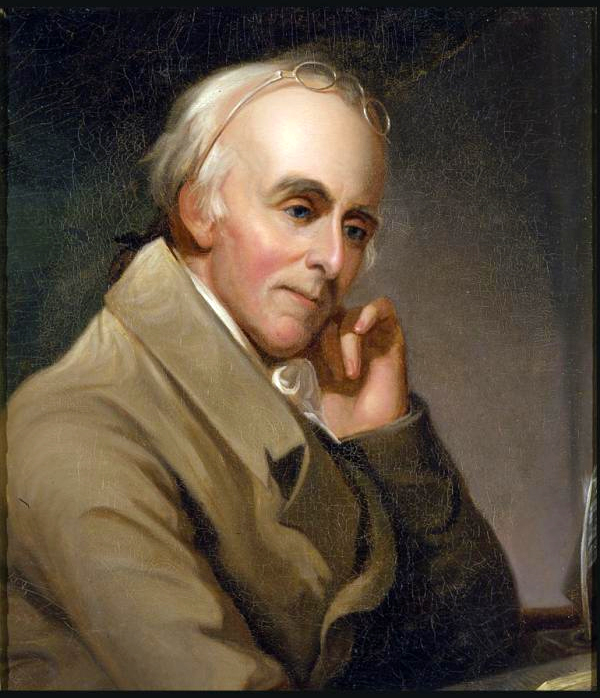
ベンジャミン・ラッシュ

ベンジャミン・ラッシュ（英:Dr. Benjamin Rush、1745年12月24日 - 1813年 4月19日）は、アメリカ合衆国建国の父の一人である。ラッシュはペンシルベニア州の出身であり、医者、著作家、教育者、人道主義者であり、カーライルにディッキンソン大学を設立した。
ラッシュは大陸会議の代表であり、アメリカ独立宣言に署名した。後にペンシルベニア大学で医学理論と臨床診療の教授になった。アメリカ連邦政府の形成に広い影響を与えたにも拘らず、同時代の多くのアメリカ人程広く知られてはいない。ラッシュは奴隷制と死刑について反対した者としては先駆者であった。
ラッシュは初期アメリカ社会に大きく貢献したが、1812年に初期共和制のトーマス・ジェファーソンとジョン・アダムズという2人の傑出した人物を和解させたことで、今日でも有名となっている。

## 経歴

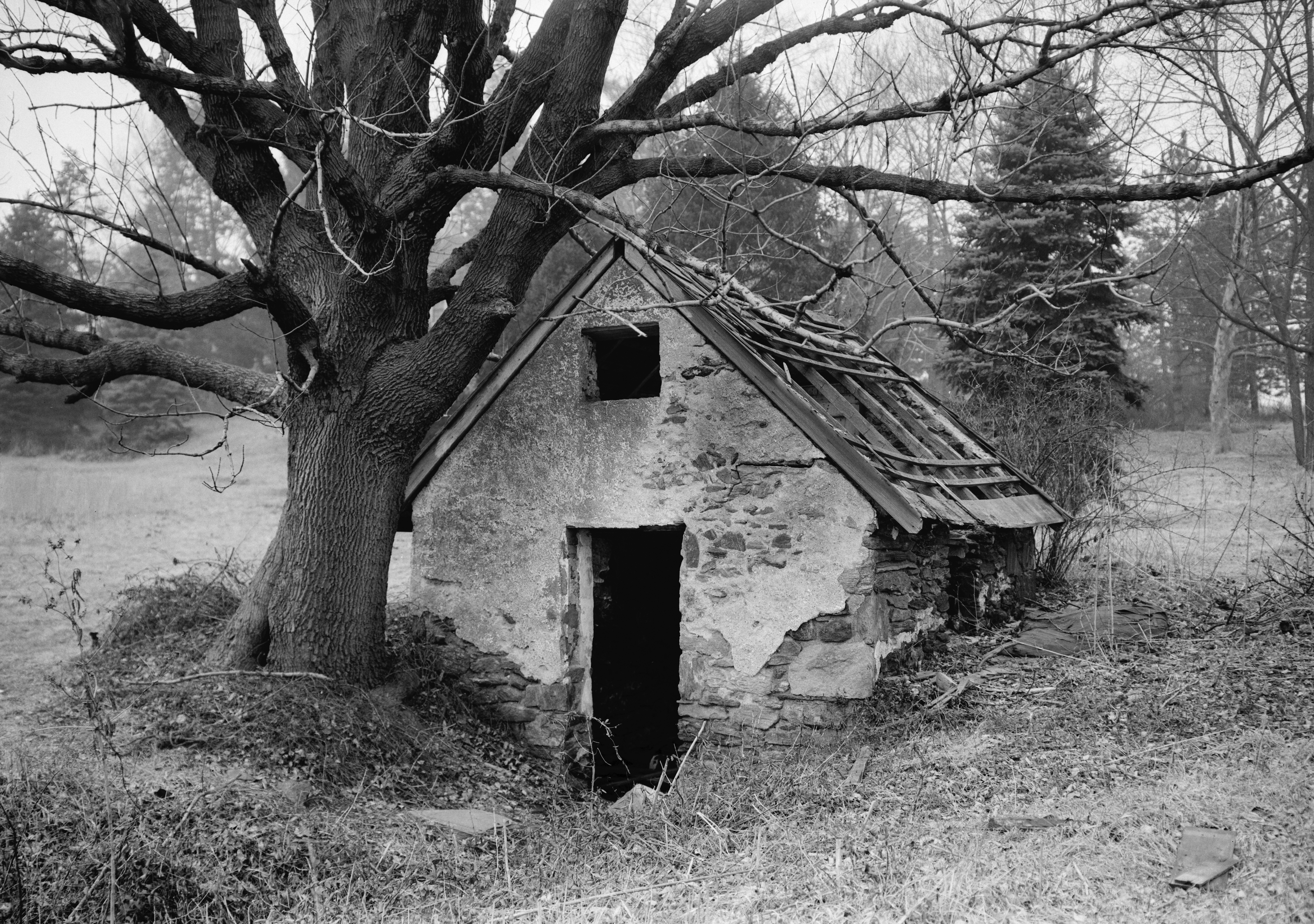
ベンジャミン・ラッシュの生家

ラッシュはペンシルベニア州フィラデルフィア郡バイベリー・タウンシップで生まれた。そこはフィラデルフィア市の中心から約14マイル (22 km)の所であった。バイベリーは1854年にフィラデルフィア市に組み込まれ、現在はその郊外の一つになっている。ラッシュの父親はラッシュが6歳の時に死に、ラッシュは子供時代の大半を母方の叔父サミュエル・フィンリー牧師　(1715-1766)の元で過ごした。ラッシュはノッティンガムにあったフィンリーの学校、後のウエスト・ノッティンガム専門学校に通った。
ラッシュはニュージャージー大学（今日のプリンストン大学）で文学士となり、イギリスのエディンバラ大学で医学の学位を取得した。ラッシュはヨーロッパで医学の修行をし、フランス語とイタリア語、スペイン語を学んだ。1769年にアメリカ植民地に戻ると、フィラデルフィアで医院を開業し、フィラデルフィア大学の化学教授になった。
ラッシュは火薬の製造者で王党派のオズウェル・イブ・シニアの娘、サラ・イブと1774年に婚約したが、結婚式が予定されていたクリスマスの2週間前にサラが死んだ。サラはラッシュの依頼によりレッドマン医師の診療を受けていた。
ラッシュは後にジュリア・ストックトンと結婚した。1781年7月25日、ラッシュと妻のジュリアはオックスフォード・タウンシップにプランテーションを購入した。ここは夏の住処となり、1792年12月31日に売却するまで所有した。
夏の住処に関する事実は、最近夏の住処の所有と生活を確認する下記の広告が発見されるまで長い間論争されていた。
整備の行き届いた大きな石造り邸宅、台所など付き、大家族向け、以前はラッシュ博士の夏の住処。石造り春の家、上質の水が出るポンプ、納屋と馬小屋、美しい庭園、2つの果樹園。また庭園と果樹園のある貸家付き。農場には上質の建物と磨き石の石切り場、どちらも大きな利益を生み出す可能性あり、ハーパー石切り場という名前で知られている。この農場は、多くの泉から湧き出る水と境界線の一部をなすフランクフォード・クリークがあり水資源は豊富である。
幾つかの新聞に載った一つの広告は、オックスフォード・タウンシップ・プランテーションがラッシュ博士のコテージ農園と夏の住処であった事を証明している。
ラッシュの夏の住処の近くには約半マイル (0.8 km)離れたハローゲイト鉱泉があり、ラッシュはそこで研究を行った。
ラッシュは医学生の教育のために数巻からなるアメリカでは初めての化学の教科書を出版し、また影響力ある愛国的随筆も出版した。自由の息子達の活動に関わり、大陸会議に代表を送るための植民地議会に選ばれて出席した。ラッシュは独立を訴える小冊子『コモン・センス』を書いたトマス・ペインにも助言を求めた。ラッシュはペンシルベニアの代表にも指名され、アメリカ独立宣言に署名した。
1777年、ラッシュは大陸軍中部方面軍の軍医になった。しかし、軍隊の医療について、特にウィリアム・シッペン・ジュニア医師と衝突し辞任した。
ジョージ・ワシントン将軍が独立戦争で負け続けている時、ラッシュはコンウェイ陰謀と呼ばれるワシントン排除運動に関わり、その後信用を失くして戦争に関わることを止めた。ラッシュは後にワシントンに敵対したことを後悔した。1812年にジョン・アダムズに宛てた手紙の中でラッシュは次のように書いた。「彼（ワシントン）はその愛国主義と名前がアメリカ合衆国の設立に大きく貢献した高く評価される指導者であった」。
1783年、ラッシュはペンシルベニア病院の職員に指名され、死ぬまでその職にあることになった。
ラッシュはアメリカ合衆国憲法を採択するフィラデルフィア会議に出席し、アメリカ合衆国造幣局の財務官に指名された。この職は1797年から1813年まで務めた。
ジェファーソン記念館大広間の銘には、「私は人の心にかかるあらゆる形態の専制に対する敵意を神の永遠の祭壇で誓う」と記されているが、これは1800年9月23日にラッシュ博士が書いた手紙から取られた。
ラッシュは1791年にペンシルベニア大学で医学理論と臨床診療の教授になった。ただし、ラッシュの医療の質は当時としても極めて初期的なものであった。ラッシュはほとんどあらゆる病気に対して瀉血治療を提唱し、それが廃れた後も長く続けた。ラッシュは社会活動家になり、奴隷制度廃止運動家になり、その死の時はアメリカでも最もよく知られた医者となった。私立の教養大学であるカーライルのディッキンソン大学を創設した。
ラッシュは公的刑務所の苦痛を軽減するフィラデルフィア協会（今日のフィラデルフィア刑務所協会）の設立者の一人でもあり、フィラデルフィアの東部州立刑務所の建設に大きな影響を与えた。

## 憲法の観念
ラッシュは、アメリカ合衆国憲法の中で信教の自由に対する権利が保障されているように、アメリカ人は医療の自由に対する権利も憲法で法制化されるべきと考えた。
「医療の自由が憲法に入れられなければ、医療が独裁者の下で組織化される日が来る。医療の術を特定の人間に制限し、その他の者に対して平等な特権を否定することは医学のバスチーユを形成することだ。そのような法律はアメリカ的ではなく、独裁であり、共和国には馴染まない。この共和国の憲法は信教の自由と同様に医療の自由に対しても特別の特権を作るべきである」と言ったと伝えられている。

## 探検隊
1803年、トーマス・ジェファーソンがフィラデルフィアにメリウェザー・ルイスを派遣して、ラッシュの監督でルイス・クラーク探検隊の準備をするよう指示した。ラッシュはルイスに辺境の病気と瀉血の効き目を教えた。ラッシュは遠征隊のために医療キットを与えたが、その中には次のものが含まれていた。
- トルコのアヘン、緊張感の開放用途
- 吐剤
- 薬用ワイン
- 50ダースの「ラッシュ医師の不快な薬」、塩化水銀を基剤とした下剤で当時は腸の消毒を行うことで食中りが治療されると信じられていた[4]、隊員はこれを「雷の拍手」と呼んだ。遠征隊の食事は肉が多くまたきれいな水が不足していたので、隊員はこの薬をしばしば用いた。その効能については疑問であるが、高い水銀含有量のゆえに、考古学者が太平洋に至る遠征隊の実際の道筋を辿るときに優れた道標となった。

## アメリカのアフリカ人
ラッシュはフィラデルフィアの著名な長老派教会員で医者であり化学教授として、当時無視できないくらいになっていた奴隷貿易に対して大胆で一目おかれる発言をした。奴隷制度廃止運動における焦眉は、1773年にラッシュが書いてフィラデルフィア、ボストンおよびニューヨークで出版された「奴隷を保有することについてアメリカのイギリス植民地の住人に訴える」と題された小冊子であった。ラッシュの時代の社会悪についての多くの攻撃の中でもこの最初のものは、奴隷貿易に対する攻撃だけでなく、奴隷制そのものに及んでいた。
1787年、ラッシュは3年前に死んだベネゼットの幽霊を夢に見た後で熱心な奴隷制度廃止論者になった。夢の中のベネゼットは海岸を歩いてきて一群のアフリカ人に会い、奴隷制度の恐ろしさについてラッシュに語っていた。ラッシュは夢から覚めてベネゼットの死によって残された隙間を埋めようと決心した。ラッシュはこの時奴隷所有者であったが、1788年に奴隷のウィリアム・グラバーに自由を約束した。ラッシュはアメリカでは最初の奴隷制度廃止協会であるペンシルベニア奴隷制度廃止協会の共同設立者となり、秘書官として努めた後に会長を歴任した (1803-13)。黒人であれ白人であれ、全ての者に対する自由より劣るものは1776年の共和制の理想に嘘をついていることであった。1766年にラッシュがエディンバラで勉強するために出立したとき、リバプールの港で100隻もの奴隷船を見て怒りを覚えた。ラッシュはフィラデルフィアの黒人社会を援助する中でアフリカ人の協会設立に深く関わった。1793年の黄熱病流行の折にはリチャード・アレンやアブサロム・ジョーンズなどの黒人を採用して、臨床に伴って手伝いをさせた。
ラッシュは黒人が素から知的にあるいは道徳的に劣っているのではないと科学的に主張した。それに反する明白な証拠は奴隷制を曲解する表現だけであり、それは「人の心を知らないので、道徳的能力と共に理解力が落ち、それによって無気力になっている」とした。
ラッシュは1813年に死んだが、それはラッシュの生徒であったチャールズ・コールドウェルが、アフリカ人とその子孫が生まれつき民族的違いがあり劣っているという理論で国民の認識を得ている時であった。ラッシュは若いアメリカに向けてそのような考えが誤りであると証明するためにその人生の多くを割き、「全ての人類は平等である」という普遍的真実が人類の偏見に打ち勝つようにする道を作ってきた。

## 異論のある理論
ラッシュは強制精神科的療法の提唱者であった。精神医学史のトマス・サースによれば、ラッシュが好んだ療法の一つは患者を板の上に縛って急速に回転させ、血液がすべて頭に回るまでやる方法であった。
ラッシュは自分の息子を自分の病院に27年間も入れていた。ラッシュはまた瀉血医療の提唱者でもあった。
ラッシュは黒人の黒い色は遺伝子的な病気だと信じ、これを「ネグロイディズム」と呼んだ。アメリカ哲学協会での演説でラッシュは肌の色が白に変わった時が唯一治療が成功した証拠だと言った。ラッシュは「白人は黒人の上に立つべきではない。なぜなら黒人の病気は人間性を二倍持たせているからだ。しかし、同じ理由で白人は黒人と結婚すべきではない。なぜならそのことが子孫に「疾患」を及ぼすからだ。試みは病気を治すためになされるべきである」と締め括った。

## 医学への貢献

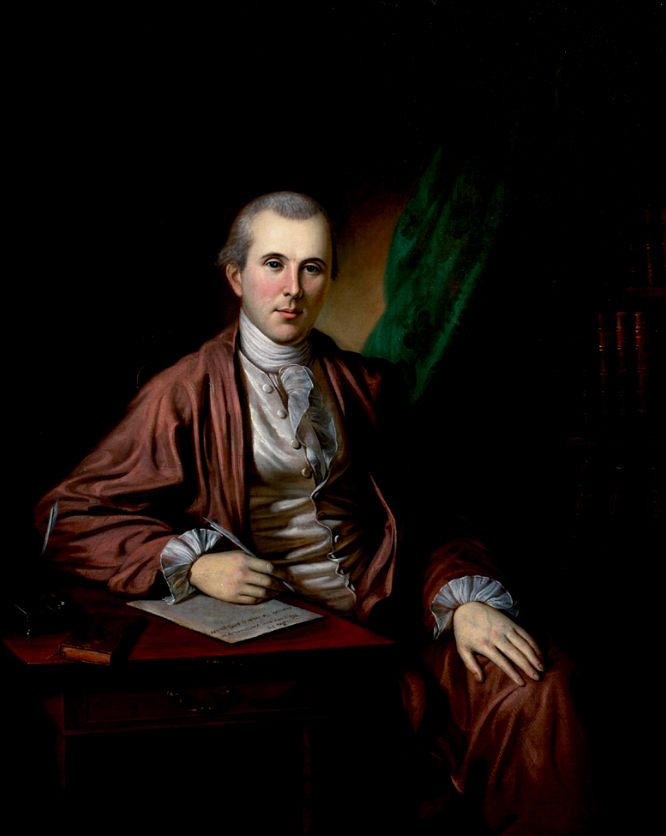
ベンジャミン・ラッシュ博士。1783年の肖像

ラッシュは当時の精神疾患治療に関する先駆者であった。実際に「アメリカ精神科療法の父」と見なされ、アメリカでは最初のこの分野の教科書「心の病に関する医学的問診と観察」を出版した（1812年）。ラッシュはまた適正な治療が心の病を癒せると考え、精神病院の提唱者でもあった。自分の生誕の地に精神病院を建設した。アメリカ精神医学会の紋章にはラッシュの肖像が入っている。
ラッシュはまた依存症という概念を発明したとも言われている。ラッシュの頃まで、酔っ払うことは罪深いことであり、個人の選択の問題とされていた。ラッシュはアルコール依存症が自制心を失わせるという概念を紹介し、病因としてアルコール依存の選択よりもアルコールの特性であるとした。ラッシュは医学の病気の一形態として依存症の概念を発展させ断酒が依存症に対する唯一の治療法であるとした。
ラッシュは園芸による精神療法、特に精神病院に付属する形での療法の父と考えられることがある。ラッシュの著書「心の病に関する医学的問診と観察」には次のように書かれている。
病院にはいっている男性の狂人は木を切ったり、火を熾したり、庭園を掘ったりすること、女性の患者の場合は洗濯、アイロンかけ、床を擦ることでしばしば快復する。階級が高くてそのような作業を免じられている者は病院の壁の中でいつまでも人生を送る、というのは注目に値する。
精神医学に対する貢献のほかに、1793年のフィラデルフィアを襲った黄熱病について臨床記録を書いた。このときラッシュは1日に120人の患者を診療した。またデング熱と考えられる病気の最初の臨床記録も残した（1780年の症例を1789年に出版）。
ラッシュは瀉血、下剤や水銀製剤の摂取などの過激な治療を多用する「ヒロイック・メディシン」（英雄的医療） (1780-1850)の時代を生き、その強い提唱者と考えられている。
ラッシュの経歴の中でも3,000名以上の医学生を教育し、そのうちの何人かがラッシュの死後にラッシュ医大をシカゴに造ったことは特筆に値する。ラッシュの弟子の一人、サミュエル・A・カートライトはアメリカ連合国の軍医となり、ミシシッピー州ビックスバーグやルイジアナ州ポートハドソンのキャンプの衛生状態を改善した。
シカゴのラッシュ大学医療センターは元ラッシュ＝プレスビテリアン＝セントルークス・医療センターであり、ラッシュの名前に因んで名づけられた。

## 宗教観と理想
ラッシュは一般に長老派教会員と考えられていて、フィラデルフィア聖書協会の創立者の一人であった。
公的な生活および特に教育においてキリスト教信仰を提唱した。この線の延長上で公的学校の教科書として聖典を提唱した。
ラッシュは次の教育に関する引用が示唆しているように、万人救済主義万人救済論者に傾倒していた可能性がある。
神性の特質、すなわち報償と罰の未来の形を啓示するあらゆる宗教を私は尊敬する。孔子やマホメットの教えも若い時に叩き込まれれば、信教の原則全体が欠けているままで大きくなった者よりも良い。しかしこの場で私が推薦する宗教は新約聖書のものである。

## 著作
- Letters of Benjamin Rush, volume 1: 1761-1792 (1951), editor L.H. Butterfield, Princeton University Press
- Essays: Literary, Moral, and Philosophical (1798) Philadelphia: Thomas & Samuel F. Bradford, 1989 reprint: Syracuse University Press, ISBN 0-912756-22-5, includes "A Plan of a Peace-Office for the United States"
- The Autobiography of Benjamin Rush: His "Travels Through Life" Together with his Commonplace Book for 1789-1813, 1970 reprint: Greenwood Press, ISBN 0-83713037-9
- Medical Inquiries And Observations Upon The Diseases Of The Mind, 2006 reprint: Kessinger Publishing, ISBN 1-42862669-7
- The Spur of Fame: Dialogues of John Adams and Benjamin Rush, 1805-1813 (2001), Liberty Fund, ISBN 0-86597287-7
- Benjamin Rush, M.D: A Bibliographic Guide (1996), Greenwood Press, ISBN 0-31329823-8
- An Address to the Inhabitants of the British Settlements in America, Upon Slave-keeping. Philadelphia: Printed by J. Dunlap, 1773.